# Narbaiza
Narbaiza (Narbaja en espagnol ou Narbaxa en basque) est une commune ou une contrée appartenant à la municipalité de San Millán-Donemiliaga dans la province d'Alava, située dans la Communauté autonome basque en Espagne.